# Авіаційна дивізія «Донець»
Авіаційна дивізія «Донець» (нім. Flieger-Division Donez) — авіаційна дивізія повітряних сил нацистської Німеччини за часів Другої світової війни.
Авіаційна дивізія «Донець» була сформована 2 січня 1943 року в Морозовську шляхом переформування частини сил VIII повітряного корпусу на виконання завдань з безпосередньої повітряної підтримки військ вермахту, що опинилися в оточенні під Сталінградом.

## Командування

### Командири
- генерал авіації Альфред Манке (нім. Alfred Mahncke) (2 січня — 31 березня 1943).

## Підпорядкованість
| Час                     | Командування флот                      |
| ----------------------- | -------------------------------------- |
| 2 січня — лютий 1943    | Головне командування авіації Люфтваффе |
| лютий — 31 березня 1943 | IV повітряний корпус                   |

## Бойовий склад авіаційної дивізії «Донець»
- 3-тя винищувальна ескадра (JG 3);
- 77-ма ескадра пікіруючих бомбардувальників (St.G 77);
- 1-ша штурмова ескадра (SG 1);
- 1-ша важка винищувальна ескадра (ZG 1);
- 12-та авіаційна група ближньої розвідки (Nahaufklärungsgruppe 12)